# 慶州警察署
慶州警察署（キョンジュけいさつしょ）は、慶北地方警察庁所管の警察署である。

## 管轄区域
- 慶州市

## 沿革
- 1908年7月 - 大韓帝国警務局もとで開署
- 1945年10月21日 - 韓国国立警察に引き継がれる
- 1972年2月20日 - 現在の庁舎に移転

## 組織
- 警務課
- 生活安全課
- 捜査課
- 警備交通課
- 情報保安課

## 管轄派出所
- 内東派出所
- 東川派出所
- 普門派出所
- 城乾派出所
- 駅前派出所
- 龍江派出所
- 中央派出所
- 忠孝派出所
- 皇南派出所
- 隍城派出所
- 甘浦派出所
- 江東派出所
- 乾川派出所
- 山内派出所
- 西面派出所
- 安康派出所
- 陽北派出所
- 陽南派出所
- 玉山派出所
- 外東派出所
- 川北派出所
- 見谷派出所

## 管轄治安センター
- 仏国寺治安センター